# Wacław Pawliszak

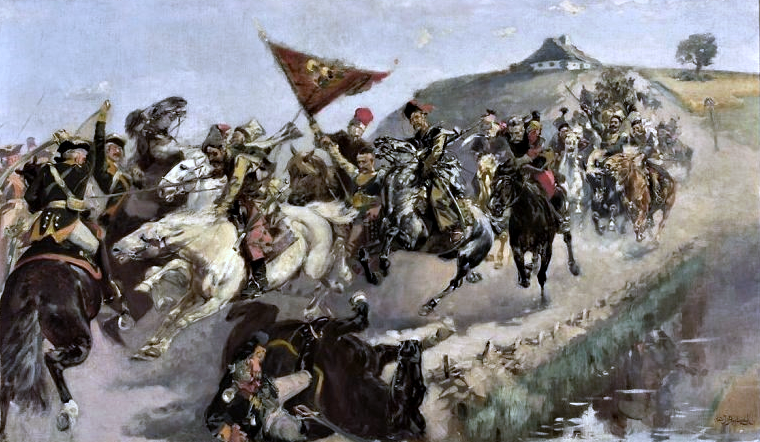
Wacław Pawliszak. Potyczka konfederatów barskich z Rosjanami

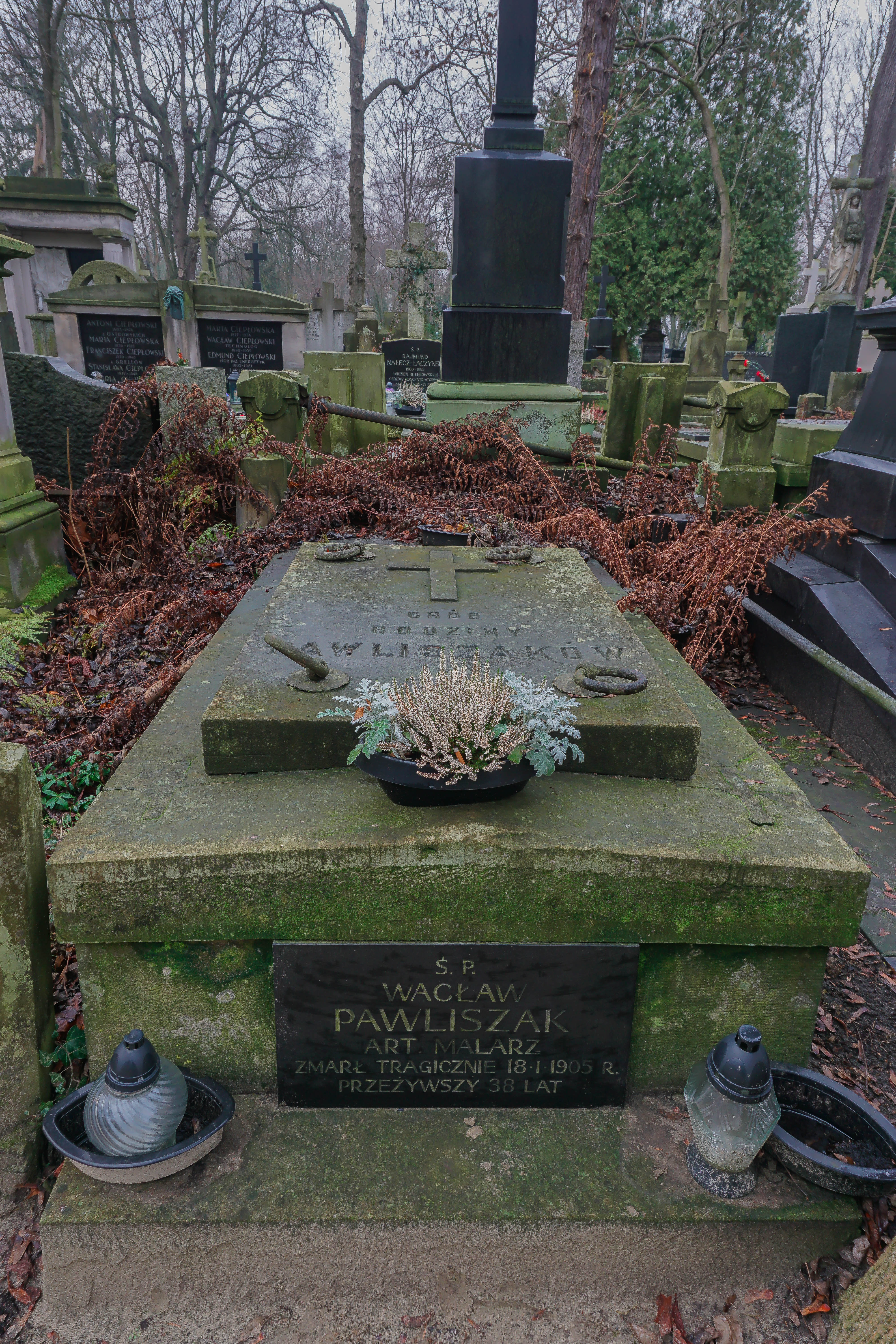
Grób Wacława Pawliszaka na cmentarzu Powązkowskim

Wacław Pawliszak (ur. 23 maja 1866 w Warszawie, zm. 19 stycznia 1905 tamże) – polski malarz, rysownik i ilustrator.

## Życiorys
Wacław Pawliszak był synem dyrektora finansowego Towarzystwa Kredytowego Ziemskiego w Warszawie. Lekcje rysunku pobierał początkowo w warszawskiej Klasie Rysunkowej u Wojciecha Gersona. W 1880 roku rozpoczął studia w krakowskiej Szkole Sztuk Pięknych, gdzie był uczniem m.in. Jana Matejki. Szkolił się także przez pewien czas w Monachium (u Józefa Brandta) i w Paryżu. Odbywał wiele podróży, zwłaszcza na Wschód, który go fascynował. Malował obrazy dla sułtana w Konstantynopolu. Przywiózł stamtąd kolekcję wschodniej broni i tkanin. Uwielbiał jeździć konno, był dobrym strzelcem i szermierzem. Wyróżniony został na wystawie światowej w Paryżu w 1900 roku. Chorował na gruźlicę kręgosłupa.
Pod koniec 1904 oddał swój obraz celem wystawienia w Salonie Zachęty. Jurorzy nie przyjęli dzieła z uwagi na fakt, że Pawliszak na oddanym obrazie umieścił innego artystę, L., z którym pozostawał w konflikcie. Celowo powiesili inny jego obraz obok dzieła malarza, z którym Pawliszak był we wrogich stosunkach. Urażony artysta ostentacyjnie zabrał swój obraz w dniu wernisażu i wysłał do członków jury obelżywe listy. Xawery Dunikowski na list odpisał, że jako od niepoczytalnego satysfakcji odeń nie żąda, co bardzo wzburzyło Pawliszaka, który był uważany za gwałtownika. 18 stycznia 1905 Pawliszak usiłował spoliczkować Dunikowskiego, gdy ten jadł obiad z właścicielem salonu sztuki Janem Krywultem w restauracji Lijewskiego przy Krakowskim Przedmieściu 8 w Warszawie. Rzeźbiarz wydobył z kieszeni rewolwer i uprzedzając uderzenie wystrzelił – kula przeszła przez prawy policzek malarza, wysadziła oko, przeszyła mózg i utkwiła w czaszce.
Nie odzyskawszy przytomności zmarł w szpitalu św. Rocha następnego dnia nad ranem. Został pochowany w grobowcu rodzinnym na cmentarzu Powązkowskim (w kwaterze 35-1-18). Osierocił trzyletnią córkę (rok wcześniej owdowiał). Jego żoną była malarka Zofia Rodziewiczówna.

## Prace
- obrazy historyczne i batalistyczne, zwłaszcza z dziejów wojen polskich w XVII wieku (Utarczka, Zdobycie chorągwi, Straż hetmańska)
- egzotyczne sceny rodzajowe (np. Krajobraz południowy, Powrót z narzeczoną, Piękność wschodnia, Scena wschodnia z marabutem)
- nieliczne portrety i pejzaże
- poczet królów polskich
- ilustracje do czasopism i książek (m.in. Pana Tadeusza Adama Mickiewicza, Beniowskiego Juliusza Słowackiego oraz wiedeńskiego wydania Księgi tysiąca i jednej nocy)

## Literatura
- Jacek Macyszyn. Wacław Pawliszak – zapomniany malarz-batalista. „Mars”. 5, s. 17–38, 1997. Londyn, Warszawa: Adiutor. ISSN 1233-4499. OCLC 231666313.
- Jacek Macyszyn. Umrę śmiercią nagłą... Jak rzeźbiarz zabił malarza. „Mówią Wieki”. 8, 2003. Warszawa: Bellona. ISSN 1230-4018. OCLC 243729840.brak numeru strony
- Jacek Macyszyn: Tradycje orężne w batalistyce Wacława Pawliszaka. Pruszków: „Ajaks”. Dowództwo Wojsk Lądowych, 1999. ISBN 83-87103-71-3. Brak numerów stron w książce